# Wolfsberg (Groesbeek)
De Wolfsberg is een heuvel in het Groesbeekse Bos, aan de rand van Groesbeek. De heuvel ligt naast de Rijlaan.
De heuvel is vernoemd naar het nabijgelegen landgoed. De naam zou zelf verwijzen naar het feit dat hier in 1822 de laatste op dat moment in het wild levende wolf van het Rijk van Nijmegen werd doodgeschoten.
De plek vormt het startpunt van meerdere bekende wandelroutes. Aan de Wolfsberg ligt hotel-restaurant De Wolfsberg, dat in 1862 werd gebouwd.